# Hendrick Sorgh
Hendrick Maertensz Rokes detto Sorgh (Rotterdam, tra il 1610 e il 1611 – Rotterdam, 1670) è stato un pittore olandese.

## Biografia

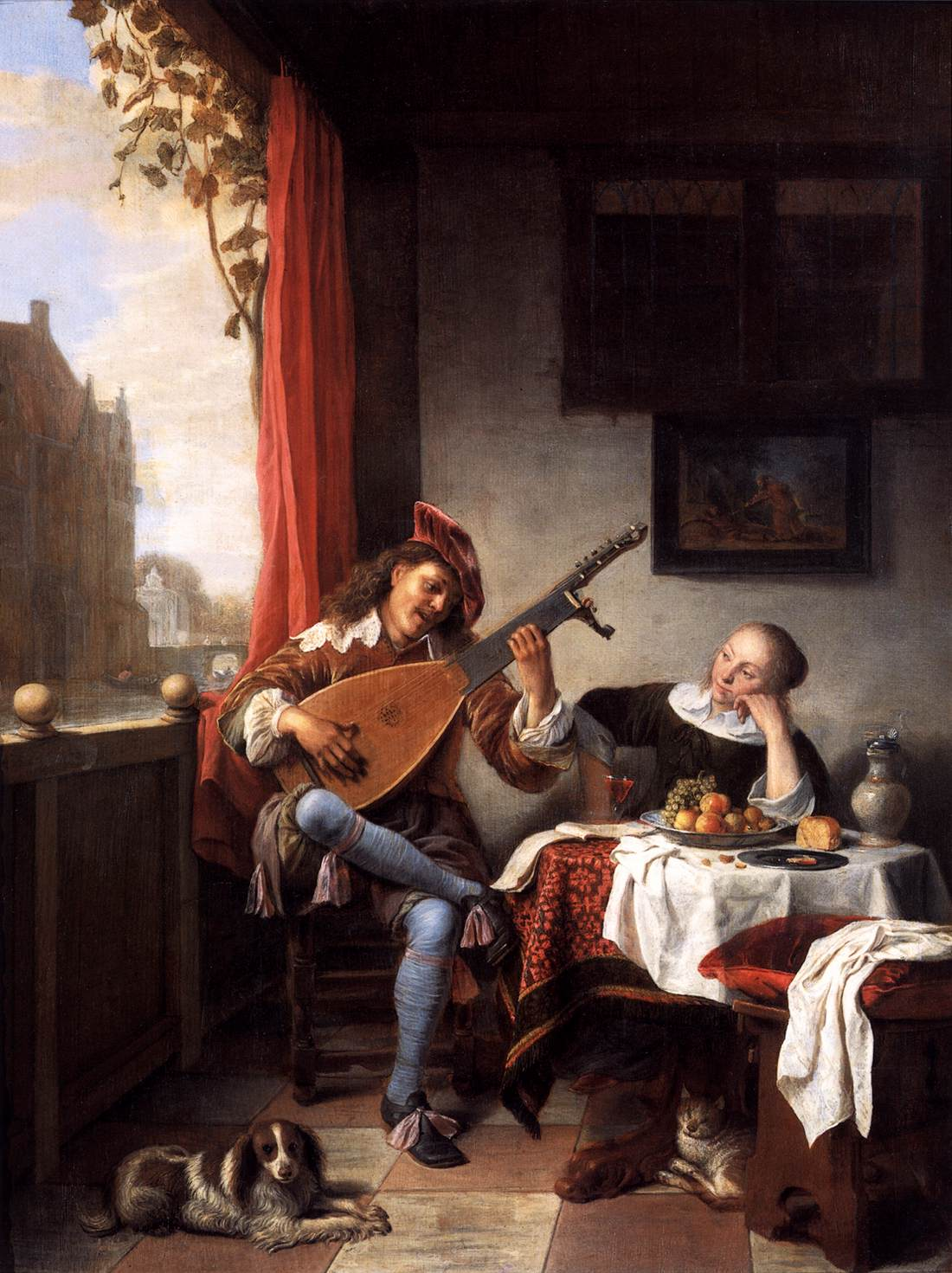
Suonatore di liuto, 1661, Rijksmuseum, Amsterdam

Fu probabilmente allievo di David Téniers e di Willem Buytewech; era ad Amsterdam tra il 1630 ed il 1632, ma visse principalmente a Rotterdam, dove è documentato nel 1651.
Cominciò a dipingere scene di interni vicine ad Adriaen Brouwer e a Saftleven, come nell'Interno di cucina del 1640, nella Scena di una tavernetta del 1646, ora al Louvre di Parigi, nell'Interno rustico (uno nel museo di Dunkerque ed un secondo nel museo di Montpellier) e nell'Interno di cucina (uno al museo di Caen ed un secondo nel museo di Mulhouse).

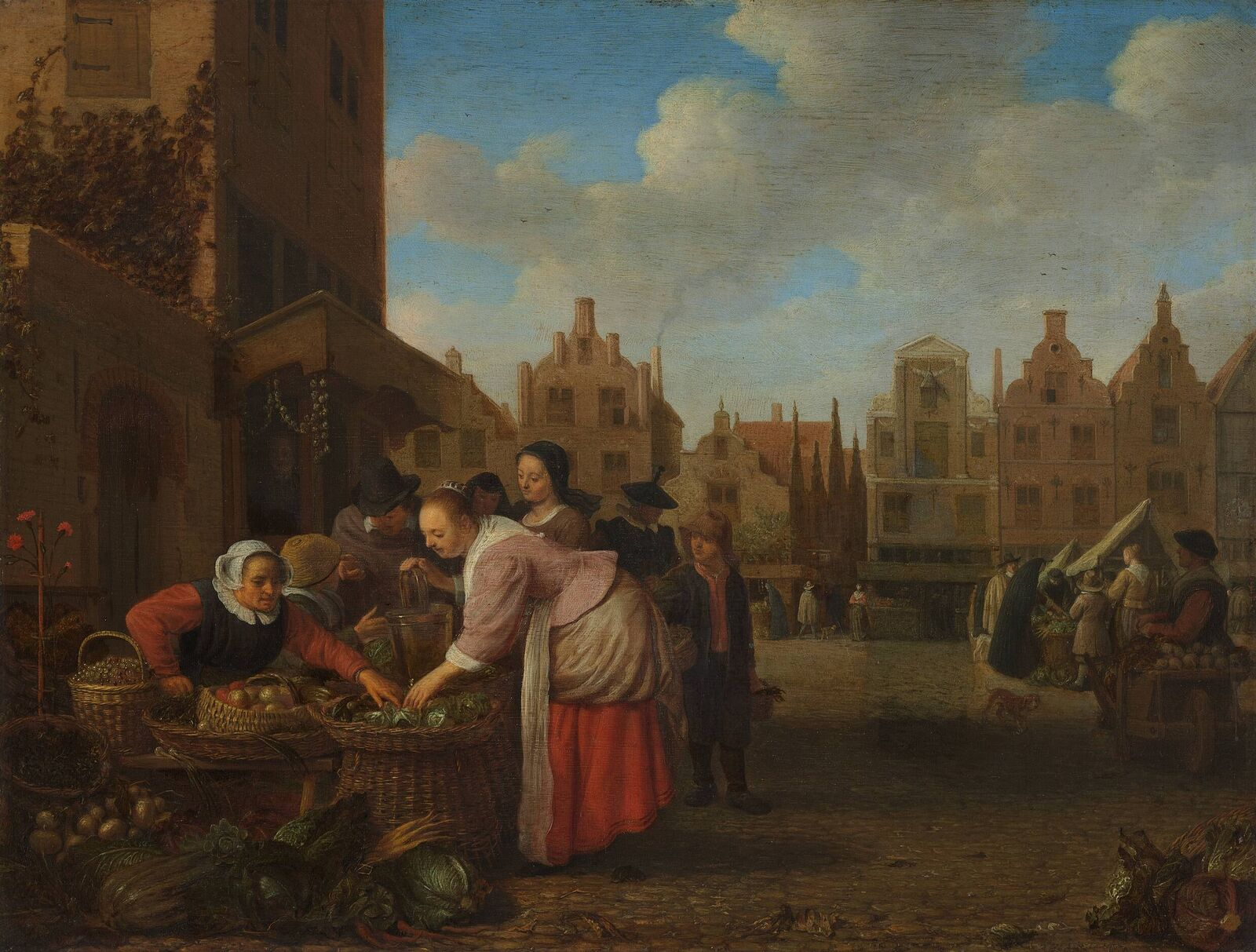
Mercato di Rotterdam, Museo Boijmans Van Beuningen, Rotterdam

È noto soprattutto per le sue scene di mercato, dal colore gradevole e vivace, influenzate da Adriaen van Ostade e da Jan Steen: buoni esempi sono la Pescheria del Rijksmuseum di Amsterdam, il Mercato del pesce del 1653, presente nei musei di Kassel e di Marsiglia, e il Mercato di Rotterdam, ora al Museo Boijmans Van Beuningen di Rotterdam.